# 천의초등학교
천의초등학교는 대한민국 충청남도 당진시에 있는 공립 초등학교이다.

## 학교 연혁
- 1941년 4월 16일: 정미 천의 공립국민학교 인가
- 1941년 7월 18일: 개교

## 참고 자료
- 천의초등학교 - 한국교육학술정보원 학교알리미